# タノーム・キッティカチョーン

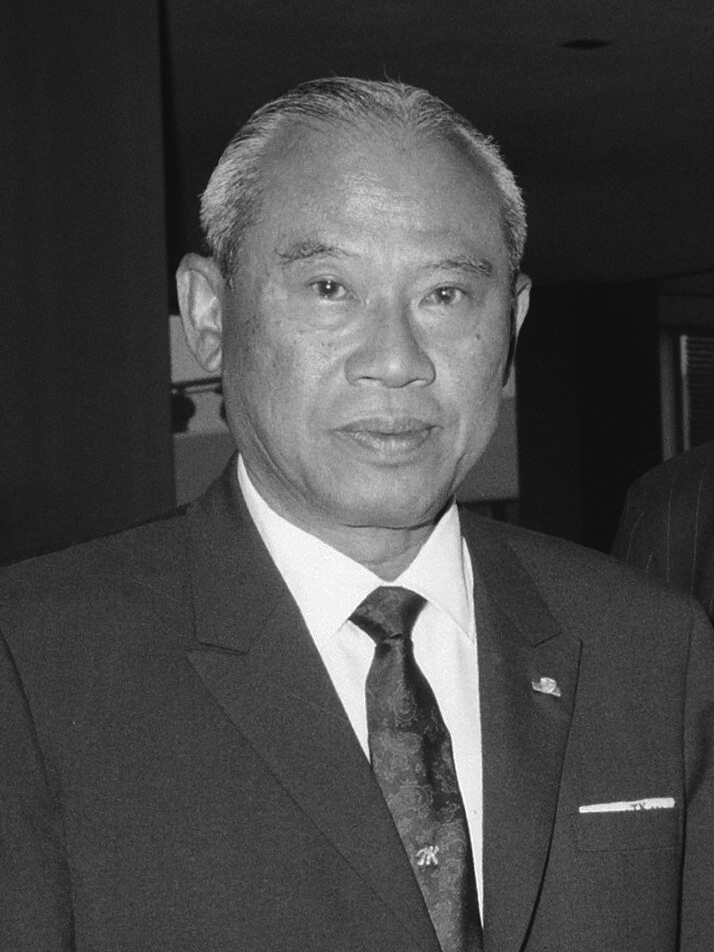
タノーム・キッティカチョーン（1968年撮影）

タノーム・キッティカチョーン（タイ語: ถนอม กิตติขจร, ラテン文字転写: Thanom Kittikachorn, 1911年8月11日 - 2004年6月16日）は、タイ王国の軍人、政治家。日本ではタノーム・キティカチョーン、タノム・キッティカチョーンとして報道されていたことがある。

## 経歴
1911年、タイ北西部のタークで生まれる。タイ陸軍士官学校卒業して軍務に服した後、1957年9月にサリット・タナラット元帥とともに軍事クーデターを起こして成功させた。臨時政権の国防大臣を務めた後、病気の治療のため出国するサリットの意を受けて首相を務めた。翌年、サリットに帰国を要請。帰国後はサリット政権の副首相を長く務めた。
1971年に再びクーデターを起こして軍政を敷くものの、1973年には学生らによる軍に対する抗議運動が発生。鎮圧の過程で学生に多数の死者が出る事態となった（詳細は血の日曜日事件 (1973年)を参照のこと）。タノームは政権を維持できずに退陣、亡命を余儀なくされた。
1976年8月には亡命先から僧侶として入国。バンコクの寺院で生活を始めた。学生らは帰国したタノームの断罪を求めて政府に対し抗議活動を開始、各地で抗議集会が行われた。1976年10月6日、集会が行われていたタンマサート大学に国防相が指揮する国境警察隊らが突入、多数の死者、負傷者、逮捕者が出る混乱の中で、警察などの鎮圧行動はクーデターに移行し政権交代が行われた（詳細は血の水曜日事件を参照のこと）。
2004年、バンコクで死去。

## 関連記事
- タイの首相